# Замок Фертагар
Замок Фертагар (англ. Feartagar Castle) — відомий також як Замок Ака Дженінгс — один із замків Ірландії, розташований в графстві Ґолвей, біля селища Кастелгров, у 5 милях на північ від селища Туам, біля дороги Баллінроуб. Замок побудований у норманському стилі.

## Історія замку Фертагар
Замок Фертагар був побудований феодалами Де Бурго (Берк) у XV столітті, припускають, що у 1450 році. Графи Берк періодично жили в цьому замку, аж поки Олівер Кромвель не захопив і не конфіскував у них цей замок у 1651 році. Потім Кромвель дарував цей замок своїм прихильникам, замок змінив кількох господарів, потім замок потрапив до рук землевласників Блейк з Туама та Дженнінгс, що жили в маєтку Айронпул біля Кастелгров у цьому ж графстві Ґолвей.
Як це було прийнято в той час, феодали мали свої особняки для проживання у більш зручному місці, але поруч біля замку. Землевласники Блейки Туамсткі мали великий будинок на три поверхи з підвалом. Цей будинок вважався на той час одним із найкращих будинків в графстві Ґолвей. Він стояв серед лісу, поріч біля озера Клаурін.
Найвідомішим землевласником, що володів замком Фертагар був Едвард Блейк. Він сказав, що Блейки були завжди хоробрими захисниками цих земель і цього замку, тому наказав зробити в замку залізні двері і меморіальну дошку. Едвард Блейк помер у 1886 році, землі, маєтки, замок були продані Джону Кеннону. Ця гілка клану Блейк емігрувала і зрештою влаштувався в Канаді. Один із чоловіків цієї гілки клану Блейк став членом Королівської Ради і депутатом парламенту від графства Лонгфорд у 1889 році.